# Жидков, Олег Михайлович
Олег Михайлович Жидков (род. 28 июля 1957, Грозный, Грозненская область, РСФСР, СССР) — советский и российский деятель органов государственной безопасности, российский государственный деятель. Заместитель руководителя Национального антитеррористического комитета с 2006. 
Глава администрации Грозного (2001—2003). Заместитель полномочного представителя президента Российской Федерации в Южном федеральном округе (2004—2006). Генерал-майор ФСБ.

## Биография
Родился 28 июля 1956 года в городе Грозном. В 1977 году Жидков окончил Чечено-Ингушский государственный университет имени Л. Н. Толстого по специальности «преподаватель физвоспитания». После окончания университета работал токарем на заводе «Красный молот» в Грозном. 
В 1978—1980 годах служил в армии. С 1980 по 1983 год Жидков занимал должность заведующего отделом Грозненского горисполкома, он также работал в комитете по физкультуре и спорту Чечено-Ингушской АССР.
С 1984 года, окончив Высшие курсы КГБ СССР в Минске (несколькими годами раньше там учился Сергей Иванов), служил в органах госбезопасности, возглавлял Веденский отдел КГБ в Чечено-Ингушетии.
В 1991 году, после прихода к власти в Чечне Джохара Дудаева, Жидков вынужден был переехать в Москву. С 1992 года он являлся сотрудником службы безопасности внешнеэкономической ассоциации «Самоуправление» при Министерстве торговли РФ.
С 1995 года Жидков занимал пост вице-президента, руководителя департамента экономической безопасности Ассоциации работников правоохранительных органов РФ в Москве, возглавляемой советником президента РФ Асланбеком Аслахановым.
21 июля 2001 года Жидков был назначен мэром города Грозного. Официальное представление в должности состоялось 23 июля 2001 года. За два года пребывания на посту мэра Жидков, по данным СМИ, поднялся в звании от полковника до генерала ФСБ. За этот срок на Жидкова дважды покушались (последний случай произошел 8 сентября 2002 года). После выборов президента Чечни летом 2003 года новый глава республики Ахмад Кадыров отправил Жидкова в отставку.
После теракта на праздничном параде в Грозном 9 мая 2004 года, в результате которого на городском стадионе Ахмад Кадыров был убит, Жидков стал заместителем полномочного представителя президента РФ в Южном федеральном округе Владимира Яковлева. Пресса называла Жидкова одним из наиболее вероятных кандидатов на пост нового руководителя республики на выборах президента Чечни 29 августа 2004 года, на которых, однако, победил Алу Алханов.
С начала 2006 года Жидков занял пост заместителя полномочного представителя Президента РФ в ЮФО. После освобождения в феврале 2006 года от должности главы правительства Чечни Сергея Абрамова Жидков рассматривался как реальная альтернатива Рамзану Кадырову. Сам Жидков опроверг предположение о том, что может сменить Абрамова. По его словам, если Абрамов не вернется в Чечню, будет вполне логично, если правительство возглавит Кадыров, так как именно он сможет заставить работать аппарат.
В середине 2006 года Жидков был назначен заместителем руководителя Национального антитеррористического комитета (НАК). Его называли одним из претендентов на пост премьер-министра Чечни. В 2008 году Жидков упоминался в прессе в звании генерал-майора.

## Награды
- Орден «За заслуги перед Отечеством» III степени
- Орден Кадырова (26 июля 2006)[1]
- Благодарность Президента Российской Федерации (4 июля 2003) — за активное участие в подготовке и проведении референдума в Чеченской Республике